# Artaise-le-Vivier
Artaise-le-Vivier és un municipi francès situat al departament de les Ardenes i a la regió del Gran Est. L'any 2007 tenia 62 habitants.

## Demografia

### Població
El 2007 la població de fet d'Artaise-le-Vivier era de 62 persones. Hi havia 24 famílies de les quals 4 eren unipersonals (4 homes vivint sols), 8 parelles sense fills i 12 parelles amb fills.
La població ha evolucionat segons el següent gràfic:
Habitants censats

### Habitatges
El 2007 hi havia 30 habitatges, 24 eren l'habitatge principal de la família, 3 eren segones residències i 3 estaven desocupats. Tots els 30 habitatges eren cases. Dels 24 habitatges principals, 21 estaven ocupats pels seus propietaris, 2 estaven llogats i ocupats pels llogaters i 1 estava cedit a títol gratuït; 5 tenien tres cambres, 5 en tenien quatre i 14 en tenien cinc o més. 22 habitatges disposaven pel capbaix d'una plaça de pàrquing. A 14 habitatges hi havia un automòbil i a 10 n'hi havia dos o més.

### Piràmide de població
La piràmide de població per edats i sexe el 2009 era:
| Homes | Edats   | Dones |
| ----- | ------- | ----- |
| 0     | 95 o +  | 0     |
| 0     | 90 a 94 | 0     |
| 0     | 85 a 89 | 0     |
| 0     | 80 a 84 | 0     |
| 0     | 75 a 79 | 0     |
| 4     | 70 a 74 | 0     |
| 0     | 65 a 69 | 0     |
| 4     | 60 a 64 | 0     |
| 0     | 55 a 59 | 4     |
| 4     | 50 a 54 | 0     |
| 0     | 45 a 49 | 4     |
| 0     | 40 a 44 | 0     |
| 4     | 35 a 39 | 4     |
| 4     | 30 a 34 | 4     |
| 0     | 25 a 29 | 0     |
| 0     | 20 a 24 | 4     |
| 0     | 15 a 19 | 4     |
| 0     | 10 a 14 | 4     |
| 8     | 5 a 9   | 0     |
| 0     | 0 a 4   | 4     |

## Economia
El 2007 la població en edat de treballar era de 38 persones, 28 eren actives i 10 eren inactives. De les 28 persones actives 25 estaven ocupades (12 homes i 13 dones) i 3 estaven aturades (1 home i 2 dones). De les 10 persones inactives 1 estava jubilada, 7 estaven estudiant i 2 estaven classificades com a «altres inactius».
Activitats econòmiques
L'any 2000 a Artaise-le-Vivier hi havia 5 explotacions agrícoles que ocupaven un total de 770 hectàrees.

## Poblacions més properes
El següent diagrama mostra les poblacions més properes.